# 大施利爾河
46°56′04″N 8°17′00″E / 46.934316°N 8.283210°E

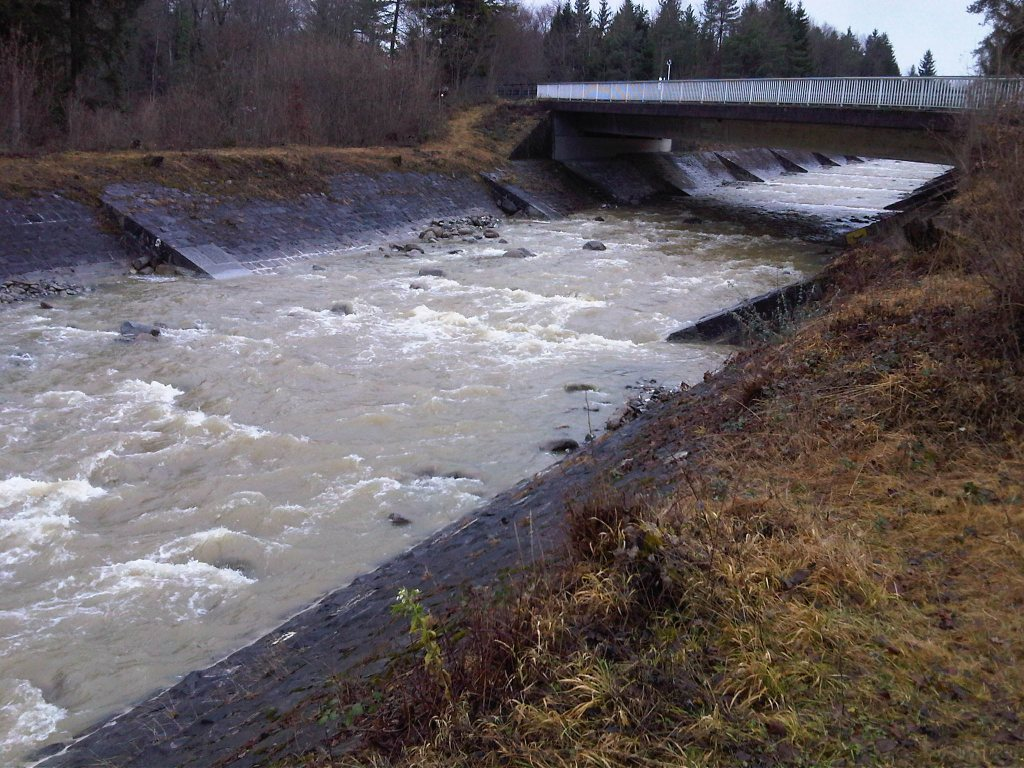

大施利爾河是瑞士的河流，位於該國中部，流經上瓦爾登州，屬於赫恩河的支流，河道全長15.4公里，流域面積26.7平方公里，河畔城鎮有薩爾嫩。